# Alicia Dussán de Reichel
Alicia Dussán de Reichel-Dolmatoff (Bogotá, 16 de octubre de 1920-17 de mayo de 2023) fue una antropóloga y arqueóloga colombiana, docente e investigadora en defensa de la diversidad cultural y étnica en Colombia.
Fue pionera en su país en el desarrollo de las ciencias sociales y humanas así como en los estudios de género en la región Caribe de Colombia. 
Perteneció a la Academia Colombiana de Ciencias Exactas, Físicas y Naturales.

## Biografía
Alicia Dussán pasó su infancia en el barrio de Las Nieves, pero a consecuencia de la crisis de los años 30 se trasladó con su familia a Chapinero.
Estudió en el Gimnasio Femenino, un centro privado que aplicó las innovaciones pedagógicas de la denominada Escuela Nueva basada en los planteamientos de Decroly, Montessori, entre otros. Fue una gran estudiante, deportista y capitana de los equipos de baloncesto, voleibol y béisbol. Muy pronto tomó conciencia e interés por la diversidad cultural y las ciencias sociales. Se hizo preguntas sobre el sentimiento de superioridad de unas culturas que destruían otras y por qué existía en Colombia tanto desprecio de las élites consideradas blancas, sobre indígenas, afrocolombianos y la mayoría de población mestiza del país.
Sus padres siempre la apoyaron y abogaron por una educación laica, moderna y liberal. Frecuentaban ambientes intelectuales donde tuvo la oportunidad de conocer a personajes como Pedro Uribe Gaugin o José Eustasio Rivera.
Dussán se graduó en 1938 y quería estudiar ciencias sociales en Francia, pero antes de iniciar su carrera tuvo la oportunidad de ir a Berlín, donde realizó unos cursos introductorios previos a la universidad con estudiantes de todo el mundo. Además, conoció las colecciones del Museo Etnológico de Berlín y parte del material del etnólogo y antropólogo Konrad Theodor Preuss. Sin embargo, a consecuencia de la Segunda Guerra Mundial, en 1939 tuvo que regresar a Bogotá.
Finalmente se graduó en Etnología del Instituto Etnológico Nacional, en 1941.
Se casó en 1943 con el también antropólogo Gerardo Reichel-Dolmatoff y juntos realizaron relevantes investigaciones en el Caribe y en otras regiones de Colombia.

## Trayectoria
Alicia Dussán entró en 1940 en la Universidad Nacional de Colombia en una época en la que pocas mujeres lo conseguían. Inició la carrera de Derecho y tuvo algunos cursos de antropología y sociología, manteniendo su interés por el pasado prehispánico y las culturas indígenas. Cuando al año siguiente se creó el Instituto Etnológico Nacional dejó los estudios de derecho por los de etnología.
Formó parte de la primera generación de estudiantes de Etnología del Instituto Etnológico Nacional, fundado por el célebre etnólogo francés Paul Rivet y con apoyo del entonces presidente de la República Eduardo Santos. Rivet implementó la metodología francesa en el enfoque investigador de la primera generación de estudiantes. Las descripciones físicas y culturales de los grupos indígenas y otras etnias eran esenciales para mostrar los resultados de las expediciones. Todo ello sentó las bases iniciales de la antropología y la arqueología modernas en Colombia. 
Pertenció a la primera promoción de mujeres que ingresaron en la educación superior, de las cuales un destacado grupo transitó desde la Normal al Instituto Etnológico Nacional. Con Rivet se formaron y especializaron como etnólogas. No solamente fueron parte de las primeras profesionales en Colombia, sino que también formaron el primer grupo de científicas en el campo de la antropología en América Latina, cuyas antropologías fundacionales están sobre todo representadas por hombres.

### Exploraciones indigenistas
Desde muy joven, se destacó por su interés por la antropología y la arqueología; y se convirtió, en pocos años, en una experimentada “trabajadora de campo”. Tras la boda con Gerardo Reichel-Dolmatoff en 1943, el matrimonio viajó a Honda, donde aprovecharon para examinar una colección de urnas funerarias de la cuenca del Magdalena.
Dussán y Reichel-Dolmatoff se embarcaron en un estudio sobre la antropología física de los pijaos en el Gran Tolima (1943-1944). Los resultados de sus investigaciones ayudaron a consolidar las peticiones de reconocimiento de resguardos indígenas ante las autoridades regionales y nacionales del país, ya que les negaban estos derechos a los habitantes locales por no reconocer su condición de indios. En otra ocasión, en una expedición a la Serranía del Perijá, el viaje casi le cuesta la vida a Dussán, pues contrajo malaria cerebral y tuvieron que trasladarse a Barranquilla para que ella fuera tratada.
De tal forma, en la década de 1940, se consolidaron la exploración indigenista y el apoyo a estas comunidades desconocidas hasta entonces, a través de expediciones por lugares inexplorados del país. “Uno de los objetivos específicos fue recolectar piezas que, además de enriquecer de manera definitiva y excepcional las colecciones del IEN, dieran cuenta de la tecnología y de la cultura material de ese momento”, para así darle un estatus formal a la riqueza prehispánica del país. Alicia Dussán ejerció estas expediciones de manera constante durante esta década y financió la mayoría de las investigaciones que hizo para el IEN y formó una generación de antropólogos a través de estos ejercicios.

### Costa caribeña
Sus intereses la llevaron a desempeñarse como arqueóloga y etnóloga en la Costa caribeña y a fundar con su esposo el Museo Etnológico del Magdalena, en el que transformó la manera como hasta entonces se representaban las culturas indígenas.
Del extenso trabajo realizado junto a su esposo en el Caribe, lo más sobresaliente es el estudio de una comunidad mestiza en Cesar y la publicación de la monografía titulada The People of Aritama. Así como el descubrimiento, en 1960, muy cerca del Canal del Dique (Bolívar), de la cerámica más antigua de América.
Ambos también realizaron importantes investigaciones arqueológicas y antropológicas en la Costa Pacífica. Su trabajo no se limitó al área exclusiva de la investigación y la docencia. Pasó al campo del activismo político en la lucha por el reconocimiento y el respeto de los territorios indígenas, proponiendo, desde 1950, la constitución de nuevos resguardos.
En el campo de la docencia es recordada como cofundadora y profesora del departamento de antropología de la Universidad de los Andes, en 1965.
Dussán y Reichel-Dolmatoff fundaron el Departamento de Antropología de la Universidad de los Andes, Colombia (1963). Fue, durante dos décadas, la única mujer arqueóloga colombiana. Su vida personal y académica tuvo que afrontar retos y prejuicios, rivalidades e incomprensiones.
Su interés y su trabajo en museología la llevarían más tarde a ser asesora técnica del montaje del Museo del Oro (1967), jefa de la División de Museos y Restauración de Colcultura (1970-1973), curadora visitante del Museo de Historia Cultural de la Universidad de California (1978) y asistente investigadora del Museo del Condado de Los Ángeles (1980).
En 2020, con motivo de su centenario en el Centro ODS para América Latina y el Caribe de la Universidad de los Andes (CODS) organizó un homenaje en reconocimiento a su figura como precursora de la Antropología en Colombia y referente en los estudios sobre etnología en América Latina.

## Publicaciones
Ya fuese de manera independiente o junto con su esposo, Gerardo Reichel-Dolmatoff, con quien establecería una fructífera colaboración, nos ha dejado un extenso legado de publicaciones sobre una gran variedad de temas arqueológicos y etnográficos, resultado de investigaciones a lo largo y ancho del país.
De sus 53 publicaciones, 23 son en coautoría con su esposo. Se adelantó a su época al realizar trabajos de antropología urbana, antropología física, antropología aplicada y antropología médica, siendo también pionera de los estudios de género en Colombia.
- 1953: Características de la personalidad masculina y femenina en Taganga. Revista Colombiana de Antropología. Bogotá. 2: 89-103
- 1953: Prácticas culinarias en una población mestiza de Colombia. Revista de Folklore. Segunda Época. Bogotá. 2: 105-138.
- 1954: Vestido y alimentación como factores de prestigio en una población mestiza de Colombia. Actas del XXXI Congreso Internacional de Americanistas. Sao Paulo. 1: 271-280.
- 1954: Crespo: Un nuevo complejo arqueológico del norte de Colombia. Revista Colombiana de Antropología. Bogotá. 3: 173-188.
- 1973: Guía de los Museos de Colombia. Colcultura. Bogotá. 141 pp.
- 1979: Some observations on the Prehistoric Goldwork of Colombia. E. Berson. (ed). Precolombian Metallurgy of South America. Dumbarton Oaks. Harvard University. pp: 41-52
- 1979: L'education des enfants dans un village de Colombie. XXXI Revue Internationale of Sciences Sociales. Unesco. París. pp: 440-449.
- 1984: Paul Rivett y su época. Rev. Acad. Colomb. Cienc. Bogotá. 15(59): 101-106.

## Reconocimientos
- 2011. Oficial de la Orden de Artes y Letras - Gobierno de Francia.[7]
- 2010. Doctorado honoris causa en Ciencias Sociales - Universidad de Antioquia.
- 2002. Premio Nacional Vida y Obra - Ministerio de Cultura.
- 2001. Mención de Honor, Categoría Científica - Mujeres de Éxito.
- 1998. Distinción Oficial de la Orden de la Democracia - Cámara de Representantes de Colombia.
- 1993. Premio Honor al Mérito Cultural. Alcaldía Mayor de Bogotá.
- 1984. Honor al Mérito - III Congreso de Antropología en Colombia.
- 1971. Beca - John Guggenheim Memorial Foundation de Nueva York.